# Aantekeningen uit de nieuwe wereld
Aantekeningen uit de nieuwe wereld is het vijfde boek en een bundeling van twee publicaties van de Nederlandse schrijver Frans Kellendonk dat verscheen in 1984.

## Geschiedenis
In april 1982 waren de Aantekeningen uit de nieuwe wereld verschenen in het tijdschrift De Revisor. Op 23 december 1983 verscheen Leve het realisme in het Cultureel Supplement van NRC Handelsblad. De Amsterdamse schrijver en drukker Jaap Meijer gaf de twee publicaties uit onder de verzameltitel van de eerste publicatie, in een oplage van slechts 50 exemplaren.

### Voorpublicaties
- Aantekeningen uit de nieuwe wereld, in: De Revisor 9 (1982) 2 (april), p. 10-14.
- Leve het realisme, in: NRC Handelsblad, 23 december 1983.

### Boekpublicaties
- Aantekeningen uit de nieuwe wereld. Amsterdam, J. Meijer. 1984.
- Aantekeningen uit de nieuwe wereld, in: Het complete werk. Amsterdam, Meulenhoff, 1992, p. 637-652.

Bouwval · John & Richard Marriott · De nietsnut · Letter en geest · Namen en gezichten · Aantekeningen uit de nieuwe wereld · Het werk van de achtste dag · Hier schiet elk woord wortel · Mystiek lichaam · Muren · De veren van de zwaan · Geschilderd eten · De halve wereld · Het complete werk · De brieven · Het onstoffelijke boek · Uw horoscoop · Homoseksualiteit